# Andreas Renz
Andreas Renz (* 12. Juni 1977 in Villingen-Schwenningen) ist ein ehemaliger deutscher Eishockeyspieler, der für die Schwenninger Wild Wings und die Kölner Haie in der Deutschen Eishockey Liga aktiv war.

## Karriere
Andreas Renz begann seine Laufbahn beim Schwenninger ERC. In den dortigen Jugendmannschaften spielte er als Verteidiger und absolvierte daneben eine Ausbildung zum Bankkaufmann. 1994 feierte Renz sein Debüt in der Deutschen Eishockey Liga für die Schwenninger Wild Wings, wo er zum Stammspieler avancierte. Im gleichen Jahr spielte er für die DEB-Auswahl bei der U18-Europameisterschaft erstmals für eine deutsche Auswahl bei einem großen Turnier. In den folgenden Jahren setzte sich Renz in Schwenningen als Verteidiger durch, obwohl er nie zu den überragenden Scorern gehörte.  Bis 1997 spielte der Linksschütze zudem in der U20-Auswahl des DEB bei jedem wichtigen Turnier. 1999 bestritt er bei der B-Weltmeisterschaft sein erstes Turnier für die A-Nationalmannschaft, der er seitdem ständig angehörte und mit der er 2000 den Aufstieg schaffte.
2001 wechselte Renz von Schwenningen zum DEL-Spitzenclub Kölner Haie, da er bei den Wild Wings nicht die Möglichkeit sah, um Titel mitzuspielen. 2002 erreichte er mit den Haien das Play-off-Finale gegen die Adler Mannheim, welches der KEC nach fünf Spielen gewinnen konnte. Ein Jahr später wurden die Haie erst im Finale der Endrunde von den Krefeld Pinguinen besiegt. In den zwei anschließenden Spielzeiten schied Renz mit den Kölnern zwar jeweils im Viertelfinale aus, dennoch konnte er mit dem Pokalsieg 2004 einen weiteren Triumph feiern. Erst 2006 erreichte der Linksschütze mit den Haien wieder das Play-off-Halbfinale, scheiterte dort aber mit den Domstädtern ebenso wie in der Saison 2006/07. In dieser Halbfinalserie zog sich Renz einen Innenbandabriss im Knie zu, der ihn an einer Teilnahme bei der Eishockey-WM 2007 in Moskau hinderte. In der Spielzeit 2007/08 wurde er nach einer Finalniederlage gegen die Eisbären Berlin erneut Vizemeister mit dem KEC.
Vor der Saison 2008/09 wurde bekannt, dass Andreas Renz seit einiger Zeit unter Herzrhythmusstörungen litt. Daher unterzog er sich im August 2008 einem operativen Eingriff um zum Saisonstart im September wieder einsatzfähig zu sein. Zur Saison 2010/11 unterzeichnete Renz, der in Köln keinen neuen Vertrag bekam, einen Kontrakt bei den Kassel Huskies. Am 29. Juli 2010 löste er diesen Vertrag aufgrund der unsicheren Zukunft der Huskies auf und kehrte nach Schwenningen zu den SERC Wild Wings zurück. Nachdem er die letzten zwei Jahre mit Schwenningen keine Titel gewinnen konnte, beendete er am 12. Juli 2012 trotz laufenden Vertrages seine Karriere. 
Renz hatte sich im Laufe der Saison 2011/12 eine schwere Augenverletzung im Training zugezogen. Da seine Sehkraft nicht vollständig wiederhergestellt werden konnte, spielte er den Rest der Spielzeit mit Vollvisierhelm.
Im Sommer 2012 beendete er seine Karriere und wurde Assistenztrainer der Wild Wings. Im Mai 2013 verließ er den Verein.
Bei seinem Wechsel in die zweite Bundesliga nach Schwenningen vor der Saison 2010/11 war er DEL-Rekordspieler mit 892 Spielen. Diesen Titel verlor er an seinen ehemaligen Teamkollegen Mirko Lüdemann am 16. Februar 2011. Auch in der Nationalmannschaft ist der Abwehrspieler mit acht Weltmeisterschaften in Folge einer der Dauerbrenner und aktuell auf Platz 33 in der Bestenliste der Länderspieleinsätze. Neben den Einsätzen bei den Weltmeisterschaften nahm der Linksschütze unter anderem an den Olympischen Spielen 2002 in Salt Lake City und 2006 in Turin sowie am World Cup 2004 teil.

## Sportkommentator
Seit Herbst 2016 gehört er neben Patrick Ehelechner, Sven Felski und Rick Goldmann zum Expertenteam der Übertragungen der Deutschen Eishockey Liga bei Telekom Sport und Sport1. Bei den Olympischen Winterspielen 2018 kommentierte Renz das Eishockeyturnier als Experte beim Fernsehsender Eurosport.

## Karrierestatistik
(Legende zur Spielerstatistik: Sp oder GP = absolvierte Spiele; T oder G = erzielte Tore; V oder A = erzielte Assists; Pkt oder Pts = erzielte Scorerpunkte; SM oder PIM = erhaltene Strafminuten; +/− = Plus/Minus-Bilanz; PP = erzielte Überzahltore; SH = erzielte Unterzahltore; GW = erzielte Siegtore; 1 Play-downs/Relegation; Kursiv: Statistik nicht vollständig)

## Erfolge und Auszeichnungen
- 2002 Teilnahme am DEL All-Star Game
- 2005 Teilnahme am DEL All-Star Game
- 2006 Teilnahme am DEL All-Star Game
- 2009 Teilnahme am DEL All-Star Game
- Deutscher Meister 2002
- Deutscher Pokalsieger 2004
- Deutscher Vizemeister 2003, 2008